# Alyson Noël
Alyson Noël (Laguna Beach, 3 de dezembro de 1965) é uma escritora norte-americana de ficção, autora da prestigiada série Os Imortais, de spin-offs e livros independentes. Seus livros ultrapassaram a marca de 6 milhões de exemplares vendidos nos Estados Unidos, 300 mil no Brasil, e, no intervalo de dois anos, oito de seus lançamentos figuraram nas listas de best-sellers do The New York Times, USA Today, Publishers Weekly, Wall Street Journal e LA Times. Suas obras foram publicadas em 37 línguas e 50 países.

## Biografia
Alyson cresceu no Condado de Orange, onde frequentou Escola Primária Richard Nixon por dois anos. Ela é a caçula de três meninas nascidas de pais divorciados. Alyson se mudou para Londres na Inglaterra onde terminou o ensino médio. Em Londres ela descobre o gosto pela leitura, e acaba escrevendo alguns livros que não fizeram muito sucesso. Ela volta para os EUA após escrever o terceiro livro da saga Os Imortais pela qual ficou mundialmente famosa.
Atualmente vive em Laguna Beach, Califórnia.[carece de fontes?]
Antes de se dedicar à literatura ocupou uma variedade de profissões como babá, balconista de uma loja de departamento de vendas, assistente administrativo, joalharia, pinturas, recepcionista, comissária de bordo da Delta Air Lines.
A maior parte de seu tempo livre passa viajando para ficar longe do estilo de vida suburbano.[carece de fontes?]
Ela se inspirou para se tornar uma autora depois de ler Are You There God? It's Me, Margaret de Judy Blume na sexta série.
Em 2005, a jovem Alyson escreve seu primeiro: Faking 19, onde explora o estilo de vida do jovem contemporâneo.[carece de fontes?]

## Carreira
Alyson Noel ficou internacionalmente conhecida com a sua série de livros Os Imortais.O primeiro livro da série Para Sempre (livro) foi publicado em Fevereiro de 2005 e rápidamente se tornou um best-seller do New York Times.[carece de fontes?] O segundo livro da série, Lua Azul foi publicado em 7 de Julho de 2009, seguindo de Terra de Sombras em Novembro do mesmo ano. Em 2010,  o quarto livro, Chama Negra em Junho e o quinto volume, Estrela da Noite em Novembro. O sexto e último livro da série, Infinito foi publicado em 7 de Junho de 2011.
Noël também escreveu os romances livros ‘Saving Zoë’, ‘Kiss & Blog’, ‘Art Geeks and Prom Queens’, ‘Cruel Summer’ e’ Laguna Cove and Fly Me to the Moon’.[carece de fontes?]
Noël está escrevendo spin-offs da série Os Imortais, A Série de Riley, que como o nome indica tem como protagonista Riley, a irmã morta de Ever. O primeiro livro Radiante foi publicado em 3 de Agosto de 2010 em inglês.[carece de fontes?]

## Prêmios
Alyson recebeu muitos prêmios por sua escrita, alguns dos seus livros ficaram como Top dos 100 mais vendidos de 2009, do Editora Semanal Global pelas vendas do mesmo ano, CYBIL, Quill Award ou Top Teen do YALSA 10.[carece de fontes?]
Dos prêmios americanos, ela ganhou o National Reader's Choice Award, o NYLA Book of Winter Award e o TeenReads Best Books. Foi eleita pela revista OC Metro uma das vinte mulheres de maior destaque nos Estados Unidos.

## Publicações

### A SérieOs Imortais
- Para Sempre (23 de outubro de 2009)
  - no Original: Evermore (3 de Fevereiro de 2009)
- Lua Azul (18 de junho de 2010)
  - no Original: Blue Moon (7 de julho de 2009)
- Terra de Sombras (26 de novembro de 2010)
  - no Original: Shadowland (17 de novembro de 2009)
- Chama Negra (24 de fevereiro de 2011)
  - no Original: Dark Flame (22 de junho de 2010)
- Estrela da Noite (primeiro semestre de 2011)
  - no Original: Night Star (Em 16 de novembro de 2010)
- Infinito (segundo semestre de 2011)
  - no Original: Everlasting (7 de junho de 2011)

### Série Riley Bloom
- Radiante
  - no Original: Radiance  (31 de Agosto de 2010)
- Luminoso
  - no Original: Shimmer (15 de Março de 2011)
- Terra dos Sonhos
  - no Original: Dreamland  (13 de setembro de 2011)
- Murmúrio
  - no Original: Whisper (24 de abril de 2012)

### Série The Soul Seekers
- Fated (2012)
- Echo (2012)
- Mystic (2013)
- Horizon (2013)

### SérieThe Beautiful Idols
- Unrivaled (2016)
- Blacklist (2017)
- Infamous (2018)

### SérieThe Stolen Beauty
- Stealing Infinity (2022)
- Ruling Destiny (2023)
- Chasing Eternity (2024)

### Outros livros
- Faking 19 (10 de Fevereiro de 2005)
- Art Geeks and Prom Queens (11 de Agosto de 2005)
- Laguna Cove (25 de Julho de 2006)
- Fly Me to the Moon (26 de Dezembro de 2006)
- Kiss & Blog (15 de Maio de 2007)
- Saving Zoë (4 de Setembro de 2007)
- Cruel Summer (27 de Maio de 2008)
- Forever Summer (2011) - Compilação do Cruel Summer e Laguna Cove.
- Keeping Secrets (2012) - Compilação do Faking 19 e Saving Zoe.
- Five Days of Famous (2016)
- The Bone Thief (2017)
- Field Guide to the Supernatural Universe (2022)

## Adaptações para o cinema
Em 28 de Março de 2011, Alyson Noel anunciou que os direitos de filmagem de todos os 6 livros da série Os Imortais incluindo os spin-offs foram adquiridos pela Sumitt, que decidiram fazer uma série para junho de 2016 (conhecida pela adaptação da série Crepúsculo), mas até hoje ainda não sabe o que aconteceu com a filmagem dos filmes.[carece de fontes?]